# Coprophanaeus conocephalus
Coprophanaeus conocephalus là một loài bọ cánh cứng trong họ Bọ hung (Scarabaeidae).